# نيوزيلندا في الألعاب الأولمبية
نيوزلندا في الألعاب الأولمبية تقوم اللجنة الأولمبية النيوزلندية بالإشراف على مشاركات نيوزيلندا في الألعاب الأولمبية، في دورة الألعاب الأولمبية الصيفية 1908 في لندن شاركت نيوزلندا لأول مرة بفريق موحد مع أستراليا، وأول مشاركة رسمية لنيوزلندا كانت في دورة الألعاب الأولمبية الصيفية 1920 في أنتويرب في بلجيكا، ومنذ تلك الدورة، شاركت نيوزلندا في كل الدورات التي تلتها، وكانت دورة الألعاب الأولمبية الصيفية 2012 في لندن أفضل إنجاز حققته نيوزلندا بعدما فازت ب13 ميدالية منها 6 ميداليات ذهبية وإحتلت المركز ال15 في ترتيب الميداليات في تلك الدورة، وأكثر الرياضات التي كانت تنافس عليها نيوزلندا هي التجديف وألعاب القوى والإبحار والفروسية والسباحة، في الألعاب الأولمبية الشتوية، كانت أول مشاركة لنيوزلندا في دورة 1952 في أوسلو عاصمة النرويج، لكن نيوزلندا لم تحقق نتائج جيدة في الألعاب الشتوية حيث ليس في رصيدها إلا ميدالية فضية واحدة فازت بها في دورة 1992.